# El dominical de Panamericana
El dominical de Panamericana (conocido alternativamente como El dominical) es un magacín informativo matutino transmitido por la cadena Panamericana Televisión. El programa se basa en informes y reportajes del ámbito político, social, nacional e internacional, y del espectáculo.

## Historia
Después de que el canal pasó por una grave crisis financiera luego de la nefasta administración judicial de Genaro Delgado Parker, tanto la nueva administración del canal, encabezada por Ernesto Schütz Freundt y su familia, como el entonces retornado gerente general Federico Anchorena, iniciaron un proceso de reestructuración de las arcas administrativas de la empresa y de su parrilla televisiva.
Es así que su programa dominical matutino, Reportajes, formó parte de ese proceso y volvió a ser transmitido, a mediados de 2010, bajo la conducción de Claudia Doig. Sin embargo, debido a los bajos índices de audiencia, el programa fue cancelado a fines del mismo año y remplazado por El dominical de Panamericana, que salió al aire el 24 de marzo de 2011, bajo la conducción de Carla Muschi.
Desde entonces hasta la actualidad, el programa se ha caracterizado por dar información objetiva a la vez que entretenimiento, abriéndose un espacio entre los programas dominicales de la televisión peruana.
Desde 2014 hasta 2022, el programa fue conducido por el periodista Francisco «Paco» Flores, luego de que éste anunciara su retiro de Panamericana en julio de aquel año. Desde entonces, es conducido por los periodistas Fernando Marcelo y Tiffany Tipiani.

## Presentadores
- Carla Muschi (2011-2013).
- María Teresa Braschi (2011).
- Mabel Huertas Mendoza (2013-2014).
- Francisco «Paco» Flores (2014-2022).
- Tifanny Tipiani (2022-presente)
- Fernando Marcelo (2022-presente)